# Witheringia mexicana
Witheringia mexicana är en potatisväxtart som först beskrevs av B. L. Robinson, och fick sitt nu gällande namn av A. T. Hunziker. Witheringia mexicana ingår i släktet Witheringia och familjen potatisväxter. Inga underarter finns listade i Catalogue of Life.